# スノーノイズ

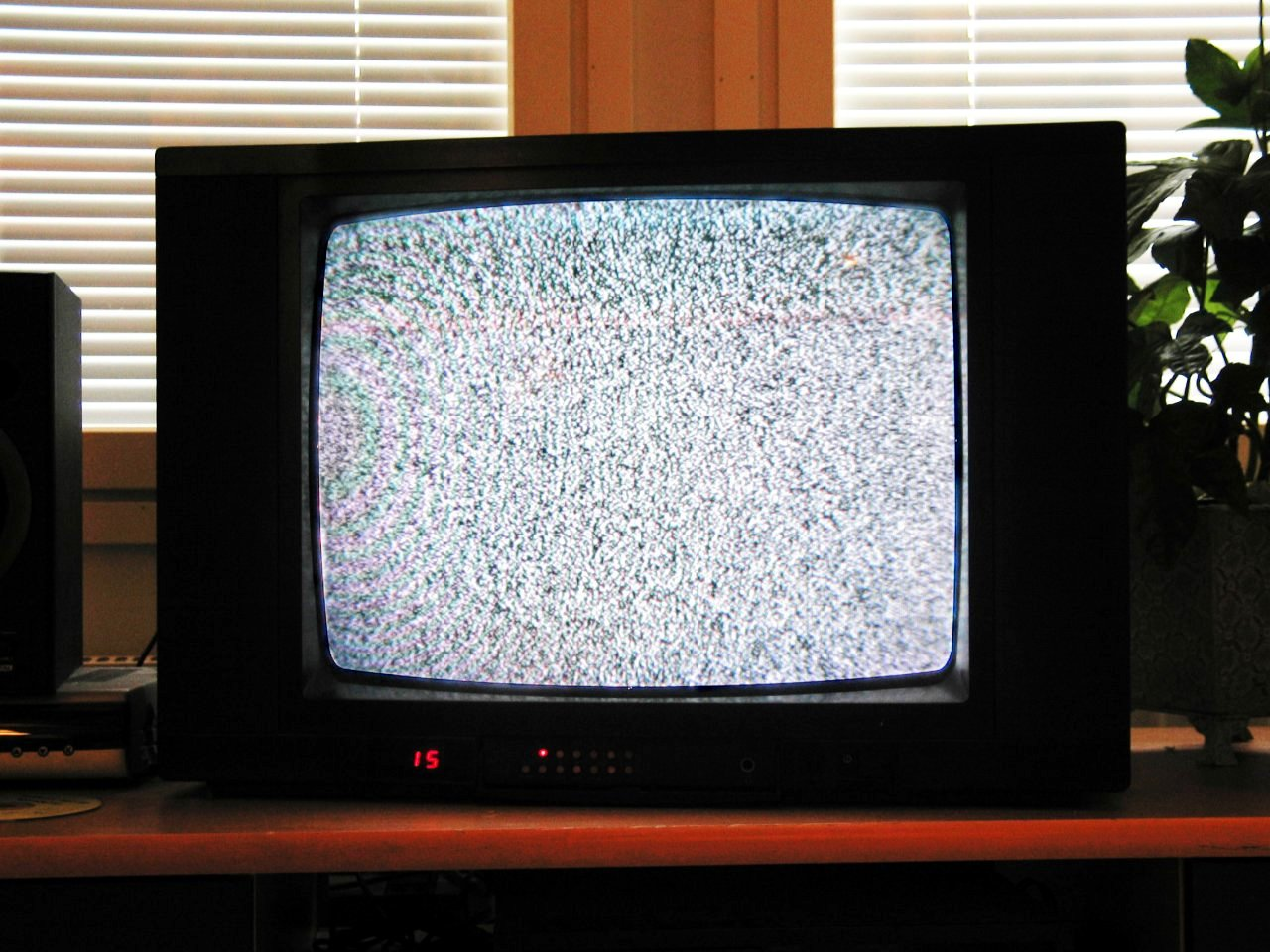
何も放送されていないチャンネルに現れた砂嵐

スノーノイズ（snow noise）とはアナログテレビ放送を受信する際のノイズの一種で、画面に白い点が多数ランダムにポツポツと現れる障害をいう。画面に雪を降らせたように見えるためこのように呼ばれる。
俗に砂嵐あるいは砂の嵐と呼ばれることが多い。また、福井県の方言ではじゃみじゃみと呼ばれる。

## 発生源
通常は、受信する信号レベルが低下したときに映像信号に重畳した熱雑音が目立つことで発生する。さらに信号が弱くなるとノイズが一段とひどくなり、同期の乱れ（画面が流れる現象）や画面がざらざらだけになり何も受信できていない状態（「砂嵐」と呼ばれる）になる。
アンテナの受信方向のずれや折損、アンテナ線の切断や接続不良など機器の不具合が原因になっていることが多い。特定のチャンネルだけでスノーノイズが発生している場合はテレビ受像機のチャンネル微調整のずれが原因になっている場合が多い。機器の不具合でない場合としては、ビルの直下や山間地など受信する電波が弱いために発生することがある。
テレビのアンテナで受信することのできるあらゆる電波がノイズとなり得るが、そのうちおよそ1 %は宇宙背景放射であると考えられている。

## テレビ受信状態のチェック方法
以下の原因が考えられるので、この項目をチェックして対策すると改善する場合がある。
1. アンテナの向きがずれていないか
2. アンテナケーブルやコネクターが正常か
3. 受信チャンネルの周波数微調整がうまくできているか
4. 受像機の劣化や故障による感度低下がないか
5. チャンネル数が多すぎて、使用しているブースターの能力を越えていないか
6. 送信所との距離が遠過ぎないか
7. 電波の妨げになるようなものや、近くの周波数の電波による干渉（感度抑圧）がないか
8. 屋外の天候不良
9. 近隣でスポーツ中継をやっている地域で混信が発生しているか
10. VHF帯の無線を使用しているヘリコプターや旅客飛行機が近くに飛んでいないか

隣近所が同じチャンネルを受信できているか確認し、自宅だけであれば1から5を点検する。また、居住地の電波（受信電界）が弱ければ受信ブースターを使用したりケーブルテレビに加入するなどの方法もある。受信エリアや近所での電界強度については、受信希望の放送局や近所の電気店などで情報を得られる。5については日本においてBSデジタル放送、地上デジタル放送が開始された際、BSアナログ放送、UHF帯域の地上アナログ放送に頻発した。対策としては視聴しないチャンネルや重複しているチャンネルの信号がブースターに入らないようにフィルターをつけるなどの方法がある。地上デジタル放送開始が原因の場合は社団法人電波産業会受信対策センターに相談するよう、呼びかけられている。

## 地上波デジタル放送の場合
デジタル放送は変調方式の違いから、この種のノイズが伝送に起因して発生することはない。デジタル放送では電波状況が悪くなってもスノーノイズは発生せず綺麗な画面のままだが受信状況がある一定を下回ると画面がフリーズしたり、ベリノイズが発生したり、「受信できません」といったメッセージが表示される。デジタル放送では受信レベルが低く映らない場合でも、アナログ放送ではノイズまみれながらも映るというケースもある。
BSデジタル放送では受信レベル低下による受信障害を回避するため、地上デジタル放送のワンセグ放送に似た降雨対応放送を行っている（NHKのみ）。なお、送信点・受信点ともに豪雨であるなど気象条件がすぐれない場合は降雨対応放送でも対応できないことがある。